# Peltastica amurensis
Peltastica amurensis is een keversoort uit de familie tandhalskevers (Derodontidae). De wetenschappelijke naam van de soort is voor het eerst geldig gepubliceerd in 1879 door Reitter.